# Diocese de Umuarama
A Diocese de Umuarama (Dioecesis Umuaramensis), é uma circunscrição eclesiástica da Igreja Católica, com sede na cidade de Umuarama, estado do Paraná.
Foi criada em 26 de maio de 1973, desmembrada do território da Campo Mourão.

## Bispos
Bispos encarregados da diocese:
| #                        | Nome                               | Período    | Notas                      |
| ------------------------ | ---------------------------------- | ---------- | -------------------------- |
| 3º                       | Dom João Mamede Filho, O.F.M.Conv. | 2010-atual |                            |
| 2º                       | Dom Vicente Costa                  | 2002-2009  | Nomeado Bispo de Jundiaí   |
| 1º                       | Dom José Maria Maimone, S.A.C.     | 1973-2002  |                            |
| Bispo-coadjutor          |                                    |            |                            |
|                          | Dom Friedrich Heimler, S.D.B.      | 1998-2002  | Nomeado Bispo de Cruz Alta |
| Administrador Apostólico |                                    |            |                            |
|                          | Dom Mauro Aparecido dos Santos     | 2002       | Bispo de Campo Mourão      |